# تئوری توطئه

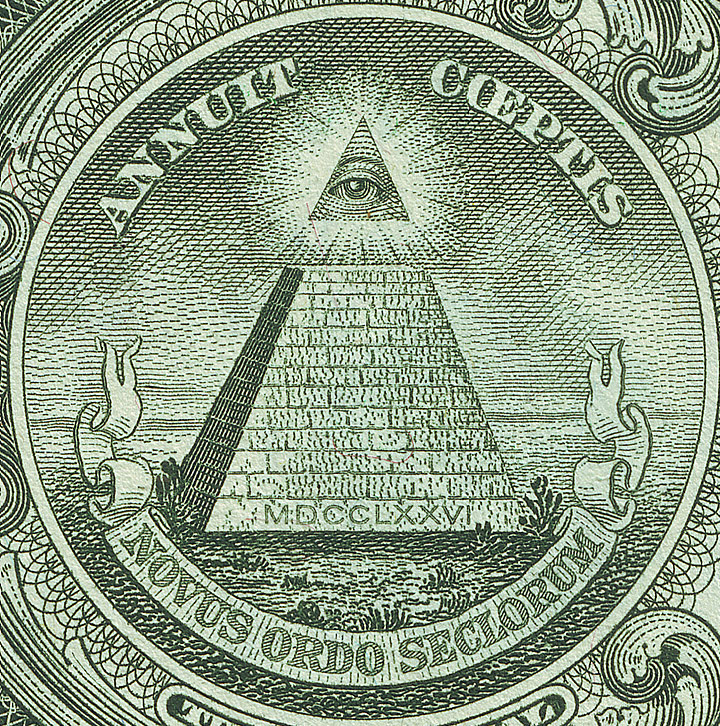
چشم مشیت یا جهان‌بین، بر روی یک دلاری آمریکا، تاکنون توسط برخی به عنوان شاهدی از تئوری‌های توطئه مربوط به بنیان‌گذاران ایالات متحدهٔ آمریکا عنوان می‌گردد.

تئوری توطئه یا نظریهٔ توطئه، اصطلاحی است که در ابتدا، وصفی برای هر ادعای توطئه بود. با این وجود، امروزه، تئوری توطئه فقط در این معنا به کار می‌رود: تئوری‌ای که رویدادی کنونی یا تاریخی را نتیجهٔ نقشهٔ مخفیانهٔ گروهی دسیسه‌گر می‌داند.
در تعریفی دیگر، تئوری توطئه عبارت‌است از نداشتن اعتقاد یا باور نکردن شکل ظاهری و رسمی رویدادهای سیاسی، اجتماعی و اقتصادی.
تئوری توطئه در شکل حاد آن بیان‌گر این است که تمامی بدبختی‌های عالم در پی اعمال گروهی از افراد پرنفوذ و معمولاً پنهان است. در بیان این مفهوم گفته می‌شود گروه‌های کوچک و تیزهوشی دارای امکانات سیاسی، مالی، نظامی، روانی و علمی در پس تمام حوادث خوب و بد این جهان هستند. از دید صاحب‌نظران، این گروه‌ها برنامه‌های خود را به گونه‌ای جلو می‌برند که افکار عمومی جامعه درگیر مسائل دیگری باشد تا افراد توانایی تمرکز و اندیشه بر علل و دلایلی که نشان‌دهندهٔ وجود انواع برنامهٔ پیش‌برندهٔ جوامع به سوی اهداف گروه‌های تشکیل‌دهندهٔ این تئوری است را نداشته باشند.
در مقابل، پژوهش‌های انجام‌شده نشان می‌دهد که با توجه به بی‌بنیاد بودن بسیاری از مواردی که مطرح می‌شود، اعتقاد به تئوری‌های توطئه برآمده از ویژگی روانی و شخصیتی افراد است. در واقع، از آنجایی که سلسلهٔ علت و معلولی وقایع در عالم واقعیت بسیار پیچیده و شناخت مطلق آن برای انسان غیرممکن است، ذهن افرادی که به اطلاعات علمی دسترسی ندارند، با فرضِ یک علتِ خارجی، به شکل سنتی فراماسونری‌ها یا دیگر گروه‌ها، می‌تواند در یک ساده‌سازی روان‌شناختی یک پاسخ قطعی پیدا کند و به این حس برسد که علتِ واقعی و علمی یک رویداد را فهمیده و توجیه کرده‌است. در این روند، استفاده و تفسیر از نشانه‌ها، با معیارهای کاملاً مبهم، نقش باورپذیری تئوری‌های توطئه را برای عوام بازی می‌کند.
پژوهش‌ها همچنین نشان می‌دهد که اعتقاد به تئوری‌های توطئه می‌توانند از نظر روانی آسیب‌رسان باشند. و با خودشیفتگی، پارانویا، فرافکنی، ماکیاولیسم (روان‌شناسی) و اختلال شخصیت اسکیزوتایپال ارتباط زیادی دارد.
از لحاظ تاریخی، تئوری‌های توطئه ارتباط نزدیکی با تعصب، پروپاگاندا، ساحره‌کشی، جنگ‌ها و نسل‌کشی دارند. آن‌ها اغلب توسط عاملان حملات تروریستی به شدت باور می‌شوند و توسط تیموتی مک وی و آندرس برویک، و همچنین توسط دولت‌هایی مانند آلمان نازی، اتحاد جماهیر شوروی، و ترکیه به عنوان توجیه استفاده می‌شدند. انکار ایدز توسط دولت آفریقای جنوبی، با انگیزهٔ تئوری‌های توطئه، باعث مرگ حدود ۳۳۰۰۰۰ نفر بر اثر ایدز شد، کیوانان و انکار نتایج انتخابات ریاست جمهوری ۲۰۲۰ ایالات متحده منجر به حمله به کنگره در سال ۲۰۲۱شد، باور به تئوری‌های توطئه در مورد غذاهای اصلاح‌شدهٔ ژنتیکی باعث شد که دولت زامبیا کمک‌های غذایی را در طول قحطی رد کند، در زمانی که سه میلیون نفر در این کشور از گرسنگی رنج می‌بردند. تئوری‌های توطئه همچنین مانع مهمی برای بهبود سلامت عمومی هستند، تشویق به مخالفت با واکسیناسیون و افزودن فلوراید به آب آشامیدنی که با شیوع بیماری‌های قابل پیشگیری با واکسن مرتبط هستند. سایر اثرات تئوری‌های توطئه شامل کاهش اعتماد به روش علمی، رادیکال شدن و تقویت ایدئولوژیک گروه‌های افراطی، و پیامدهای منفی برای اقتصاد است.

## فهرست تئوری‌های توطئه
- تئوری توطئهٔ سرکوب انرژی رایگان
- نظریه‌های توطئهٔ فرود بر ماه
- تئوری توطئهٔ پس‌دمه
- نظم نوین جهانی (تئوری توطئه)
- تئوری‌های توطئهٔ ۱۱ سپتامبر
- نظریه‌های توطئه در ایران
- ایلومیناتی
- زمین تخت

## تفسیر روان‌شناختی
توسل به فرضیهٔ توطئه ارتباط زیادی به عامل روانی و عامل فرافکنی دارد. معمولاً کارشناسان ویژه و متخصص با کنجکاوی و ریزبینی و با کندوکاو همه‌جانبهٔ یک رویداد پس از دریافت اطلاعات و دانستنی‌های کافی و مستندات محکم و انجام آزمایش‌های لازم به تفسیر رویدادها از این منظر می‌روند ولی اکثریت دیگری وجود دارند به‌ویژه در جهان سوم که بلافاصله پس از هر رویدادی برای علت آن جوابی فوری دارند که ممکن است، بر اساس پژوهش‌های انجام‌شده، از عوامل زیر سرچشمه گیرد:
1. خودشیفتگی: در این صورت افراد برای راضی کردن خود متوسل به فرافکنی می‌شوند و علت یک رویداد را به موضوعی یا فاعلی خیالی یا غیرواقعی منصوب می‌کنند. تحقیقات روان‌شناسان نشان می‌دهد که این افراد نیازی ذاتی به منحصر به فرد بودن دارند که از خودشیفتگی درونی آن‌ها ناشی می‌شود و این‌گونه به‌نظر می‌رسد که فرد حس می‌کند به اطلاعاتی کمیاب و توضیحاتی متفاوت و «سرّی» دربارهٔ رویدادهای خاص جهان دست پیدا کرده‌است.[۶][۷]
2. کم‌اطلاعی، ناآگاهی، کم‌حوصلگی[۶]
3. فرافکنی: برای سرگرمی یا اهدافی دیگر یا منحرف کردن اذهان از یک واقعیت به موضوعات و فاعل و عامل غیرواقعی یا ممکن است صرفاً به دلیل عدم علاقه‌مندی به درک کنه و عمق وقایع برای پاسخ به علت هر رویدادی به تئوری توطئه پناه می‌برند.[۶]
4. ایجاد حس رضایت درونی از این‌که دچار این تصور می‌شوند که واقعیت‌ها را می‌دانند.[۷]
5. نظریه‌های توطئه به افراد کمک می‌کند تا برای تشویش‌های خود توضیح یا توجیهی پیدا کنند.[۷]
6. در عین حال عوامل پشت پرده‌ای نیز هستند که با مطالعه و دقت کافی به تئوری توطئه متمسک می‌شوند که عموماً ممکن است انگیزهٔ ایدئولوژیک و انگیزه‌های قومی، قبیله‌ای و سیاسی داشته باشند؛ و با پیش‌داوری به قضاوت بپردازند.

تحقیقات همچنین نشان می‌دهد که تمایل به اعتقاد به تئوری‌های توطئه به شکل قابل توجهی با خودشیفتگی، پارانویا، فرافکنی، ماکیاولیسم (روان‌شناسی) و اختلال شخصیت اسکیزوتایپال همراه است.
بعضی از افراد علاقه‌مند به پیش‌داوری بر اساس اعتقادات مذهبی به این‌گونه تحلیل‌ها روی می‌آورند؛ بنابراین افراد با انگیزه‌هایی متفاوت به تئوری توطئه متوسل می‌شوند.
در قدیم مردم علت هر رویداد ناگواری را به اهریمن و شیطان منسوب می‌کردند.
این گروه مانند جبرگرایان، ریشه‌یابی علت و معلولی رویدادها را امری بی‌فایده می‌بینند؛ لذا با توسل به تفسیر رویدادها از منظر توهم توطئه هیچ نیازی به بررسی ابعاد و زوایای رنگارنگ موضوع نمی‌بینند و مراجعه به کتاب‌ها و مقاله‌ها و تئوری‌های سیاسی و تجزیه‌وتحلیل تاریخی و زنجیره‌ای حوادث برایشان بی‌معنی است.
برخی از افراد معتقد هستند هیچ اتفاق سیاسی، مالی و اقتصادی در این دنیا بدون دلیل پشت‌پرده اتفاق نمی‌افتد بلکه همواره افرادی در پس پرده‌های این‌گونه رخدادها هستند که این‌گونه مسائل را هدایت می‌کنند.
به تئوری‌های توطئه اغلب با دیدی شکاک نگاه می‌شود؛ زیرا اغلب این تئوری‌ها مدرک کافی یا معتبری برای اثبات شدن ندارند. البته در مواردی ارائهٔ بعضی از مدل‌های تئوری توطئه که با ادلهٔ ضعیف بیان می‌شوند را می‌توان به همان مجامع و گروه‌های مخفی نسبت داد که با ارائهٔ چنین مطالبی بدون ادلهٔ کافی سعی در بی‌پایه نشان‌دادن اصل قضیه دارند. در واقع توطئه‌گر خود با ارائهٔ یک تئوری ضعیف و غیرقابل‌دفاع از واقعیت ماجرا سعی در پوشاندن نیات خود دارد و این هم از پیچیدگی‌های دنیای رسانه و اطلاعات است.

## نمونه‌هایی برای تئوری توطئه
- [۳۴] در ایران این نوع تفکر را «دایی‌جان ناپلئونی» می‌نامند که برگرفته از رمان و مجموعهٔ تلویزیونی معروفی به این نام است که تکیه کلام مشهور او این بود: «کار، کار انگلیسی‌هاست!».[۳۵]
- بهترین نمونهٔ تئوری توطئه رویداد ۱۱ سپتامبر است. برای بعضی حوادث و رویدادهای تاریخی ممکن است اصلاً مستندات و دلایل کافی وجود نداشته باشد اما بیشترین تصاویر، فیلم‌ها و مستندات در مورد ۱۱ سپتامبر وجود دارند که در سایر رویدادها این‌همه مستندات وجود ندارد. اما اتفاقاً در این مورد افراد معتقد به توطئه، خودِ این فیلم‌ها و مستندات را هم تأییدی بر توطئه بودن آن‌ها دانسته و با وجود همهٔ آن مستندات و تصاویر و فیلم‌ها هنوز ۴۰ درصد مردم گزارش رسمی مقامات آمریکا را مبنی بر این‌که القاعده حادثهٔ ۱۱ سپتامبر را ایجاد کرده قبول ندارند.[۳۶]
- از دیگر نمونه‌های این تئوری، انگلیسی‌هراسی یا ترس از انگلستان است.[۳۷]
- از نظر برخی، نظریه‌های توطئه علیه اسرائیل، صهیونیسم، و یهودیان در ایران بسیار قوت دارد.[۳۸][۳۹][۴۰][۴۱][۴۲]
- شایعات پروژهٔ هارپ منتشر شده توسط برخی منابع در ایران در سال ۱۳۸۸[۴۳][۴۴]
- تئوری توطئه پسدمه
- تئوری توطئه علیه ناسا از طرف برخی مسیحیان و آخرالزمانی‌ها به ویژه مهدویون دربارهٔ نیبیرو یا همان فاجعهٔ نبیرو یا همان پلنت ایکس و پایان جهان در نوامبر سال ۲۰۱۲. پلنت ایکس توده‌های ابری گاز منظومه‌ای بود که در آزمایش اولین تلسکوپ فروسرخ فضایی جهان به نام ایراس رصد شد که در ابتدا به اشتباه سیارهٔ دهم منظومهٔ شمسی تصور شده بود اما بعداً تکذیب شد ولی شایعات پیرامون آن پایان نیافت. پیرامون این موضوع ماه مه ۲۰۱۲ یک ویدئوی جعلی از اسکاتلند منتشر شد که خورشید دوم را نشان می‌دهد که همان پلنت ایکس باشد و قرار است تا ماه نوامبر به زمین نزدیک شده و زمین را نابود کند. به منابع بخش تئوری‌های توطئه در طوفان نیبیرو در ویکی انگلیسی مراجعه شود
- تئوری توطئه فؤاد ایزدی و امیرحسین ثمالی در وبگاه سید علی خامنه‌ای علیه اندرو جکسون به عنوان مسئول گماشته برای کشتار سرخ‌پوستان در جنگ نهر و حمایت وی و توماس جفرسون از برده‌داری[۴۵] در حالی که در هر دوطرف این جنگ، سرخ‌پوستان حضور داشتند و چاکتاو، چروکی و کریک‌های پایین‌تر متحد اندروجکسون و شمالی‌ها (ایالات متحده) بودند و تنها گروه کریک چوب سرخ مخالف متحد شده با امپراتوری‌های بریتانیا و اسپانیا بودند تا ایالات متحده را پس از استقلال از استعمار تجزیه کنند این منطقه بعداً همان ایالت‌های جنوبی آمریکا را تشکیل دادند که به مخالفت با قانون لغو برده‌داری وارد جنگ با شمالی‌ها شدند. جنگ بین سرخ‌پوستان کریک یکی از جنگ‌های ۳ تا ۴ قرنی سورخپوستان بین مهاجران و دولت عمدتاً فدرالیست (مخالف دموکرات‌ها) با سرخ‌پوستان از ۱۶۲۲ بوده‌است.

## پدیدهٔ اواخر قرن بیستم و اوایل قرن بیست و یکم

### ریشه‌یابی و تعریف
فرهنگ انگلیسی آکسفورد نظریهٔ توطئه را چنین تعریف می‌کند: نظریه‌ای که رخداد وقایع و پدیده‌ها را حاصل دسیسهٔ احزاب علاقه‌مند به آن می‌داند. عقیده‌ای که برخی عاملان نهانی و با نفوذ با انگیزهٔ سیاسی و دارای مقاصد سرکوبگر در اتفاقاتی که توضیحی برایشان نیست نقش دارند. اولین مثال مذکور در این مورد مقالهٔ "بازنگری تاریخ آمریکاً در سال ۱۹۰۹ است. اگرچه که این واژه در روزنامه‌های آوریل سال ۱۸۷۰ نیز به‌کار رفته‌است. واژهٔ "conspiracy به معنای توطئه" از واژهٔ لاتین "con" به معنای "باهم بودن" و واژهٔ "spirare" به معنای "نفس کشیدن" گرفته شده‌است.
رابرت بلاکیویچ مثال‌های دیگری از این عبارت را در اوایل قرن نوزدهم خاطرنشان می‌کند و متذکر می‌شود که کاربرد آن همیشه زیانبار بوده‌است. نظر لنس دهاون اسمیت این است که این عبارت از سال ۱۹۶۴ وارد زبان در ایالات متحده شده و سالی که در آن وارن کامیشن دست یافته‌هایش را به همراه پنج داستان با استفادهٔ عبارت مذکور که در نیویورک تایمز به چاپ رسید به اشتراک گذاشت.
نظریهٔ توطئه تنها یک "خیانت" نیست. بارکون در نوشته‌های خود می‌گوید که توطئه‌ها نقشه‌های پنهانی و دسیسه‌آمیزی هستند که توسط دو یا چند نفر تهیه می‌شوند. نظریهٔ توطئه به عبارت دیگر " یک ساختار هوشمندانه " است و یک " الگوی تحمیل شده بر جهان به منظور نظم بخشیدن به وقایع". با این تعبیر " بعضی از گروه‌های کوچک و سری " به دستکاری کردن وقایع پرداخته‌اند. نظریهٔ توطئه می‌تواند محلی یا بین‌المللی باشد و تمرکزش می‌تواند روی یک واقعه باشد یا چندین وقایع در کل کشورها و نواحی و برهه‌های تاریخی را دربرگیرد. پیروان نظریهٔ توطئه خودشان را در دسترسی به دانش و تفکر خاصی که آن‌ها را از جماعت جدا می‌کند، محق می‌دانند و خود را در زمرهٔ مقامات می‌بینند.

### مثال‌ها
نظریهٔ توطئه هر موضوعی می‌تواند داشته‌باشد اما یک سری موضوعات خاص جذابیت بیشتری نسبت به بقیه دارند. موضوعات مورد علاقه شامل مرگ مشاهیر، عملکرد دولت‌ها، فناوری جدید، تروریسم و سؤالاتی دربارهٔ موجودات فضایی هستند که معروف‌ترین، طولانی‌ترین و بارزترین آن‌ها مربوط به ترور جان اف. کندی در سال ۱۹۶۹، فرود آپولو در ماه و حملات تروریستی ۱۱ سپتامبر است.